# Deoptilia syrista
Deoptilia syrista är en fjärilsart som först beskrevs av Edward Meyrick 1926.  Deoptilia syrista ingår i släktet Deoptilia och familjen styltmalar.
Artens utbredningsområde är Taiwan. Inga underarter finns listade i Catalogue of Life.